# 陳由豪
陳由豪（1940年4月6日—），臺灣企業家，翔鹭腾龙集团董事長、東帝士集團創辦人兼任總裁，曾任中國國民黨中常委，因為掏空案，涉嫌背信等罪，在2002年離開臺灣潛逃，後定居中國大陸、並取得身分證和護照，也因此免於被引渡回台灣。目前涉嫌的「損害債權罪」仍在追訴期内，推算追訴期應到2027年失效。

## 生平
其父陳清曉，出身於台南縣將軍鄉，早年與和妻舅鄭旺合資創立東雲織布廠、東和印染廠，從事紡織業，販賣西裝布料等。1964年創立東豐纖維，以生產化學纖維為主。陳由豪為家中長子，其弟陳由賢、陳由哲。陳由豪以法學院第一名的成績考取國立台灣大學經濟系，於此畢業。
23歲時，協助其舅興建台南大飯店。退伍後，進入家族企業，接掌東盟纖維、東雲、東豐纖維。1983年，創立東帝士建設，跨足房地產市場。之後他跨足水泥、建設、營造領域，多角化經營，在台北興建晶華酒店，並朝石化業上游發展，創立東帝士集團。他也至美國、泰國等地投資，在台灣推動七輕計畫。陳由豪政商關係良好，曾任中國國民黨中常委，熟識的國民黨政治人物眾多。李登輝擔任副總統期間就與陳由豪熟識，曾由宋楚瑜經手捐了一億元給宋楚瑜，與連戰及徐立德等人也關係深厚。在李登輝執政時期，陳由豪即透過其政商關係，使得東帝士集團輕易取得貸款。然而之後因投資失當，導致東帝士集團負債累累。陳由豪本身還繼續挺而走險，陸續涉入東華開發掏空案、觀塘工業園區投資弊案、東興大樓等弊案，在2001年東帝士集團宣布解散後，陳由豪即留下了623億新台幣債務給銀行，資產遭銀行拍賣，之後潛逃中國大陸，並以所持的美國護照往來中國大陸與美國之間。
2003年中以涉嫌挪用東華開發公司款項達新台幣八億八千餘萬元，因「背信」罪名遭通緝，成為通緝犯，在行政院所公佈的「十大通緝要犯」中名列第六。陳由豪取得中華人民共和國身份證，成為中華人民共和國公民。其法律追訴期目前全數失效，因通緝期滿，分獲檢方不起訴、法院判決免訴。
2004年中華民國總統選舉期間，民進黨候選人陳水扁以陳由豪潛逃來攻擊國民黨。陳由豪在美國召開記者會指陳水扁曾收取其政治獻金，希望打擊陳水扁選情。根據其司機黃世熹與前民進黨立委沈富雄的說法，自1994年到2000年間，陳由豪曾提供政治獻金給陳水扁，總金額達新台幣3060萬元。陳由豪兩度到陳水扁家裡，經沈富雄中介，由吳淑珍接受新台幣600萬元現金。但陳水扁與吳淑珍皆否認此項指控。
在2007年3月14日中聯信託公布呆帳金額在新台幣一億元以上客戶名單中，陳由豪呆帳金額為1億4784萬元。儘管陳由豪在台灣是呆帳大王，他在中國大陸卻是繳稅大戶。
翔鷺集團所投資的廈門市海滄區二甲苯化工廠，因傳出有毒汙染，在2007年6月1日引起廈門人民上街抗議。2013，2015年間該工廠曾發生兩度爆炸，專家稱這是個案，又說其設計不良
2013年，中華民國法務部表示，曾多次透過協商管道，向中華人民共和國政府要求遣返，但因為陳由豪已獲陸籍，在兩岸司法互助協議有「己方人民不遣返」規定，因此未獲同意。
2024年10月4日，陸委會表示，由於陳由豪已獲陸籍，其台灣戶籍被註銷，喪失台灣居民身分。

## 言論及爭議

### 矚目案件
新瑞都弊案
在新瑞都弊案中，陳由豪涉嫌利用政治力量，以高價將東興大樓出售給中國國民黨擁有的中國廣播公司，從中賺取五億元價差。其中，他還被指控挪用三億元行賄國民黨高層。
東展興業掏空案
陳由豪被指控，以東鼎公司參與觀塘工業區開發案名義，挪用四億元，並掏空東展興業公司四億餘元，挪為私用。
東華開發掏空案
陳由豪被指控，挪用東華開發公司資金八億餘元，納為私用。
政治獻金毀謗案
2004年中華民國總統選舉期間，陳由豪指控民進黨候選人陳水扁及其夫人吳淑珍曾收取他的政治獻金。遭吳淑珍、經建會前副主委張景森、前立委張清芳控告誹謗。

### 其他
在1990年代，東帝士集團向銀行團貸款超過台幣一千二百億元。因東帝士集團發展過快，以及超貸等因素，無力償還，陳由豪本人擔保部份，積欠超過七億元，其旗下公司東帝士建設（後改名為全盈隆建設）和東雲營造，也積欠巨額貸款。2001年，東帝士集團宣布倒閉，造成台灣銀行體系超過六百億元呆帳。
此外，陳由豪積欠綜所稅、證交法案罰鍰、地價稅共六億五千萬，只償還四千七百萬元。不過，陳由豪在台灣還欠債700億元，多年前潛逃至中國，目前還被台灣通緝中。根據台灣財政部所公布的資料（2017年），陳由豪欠稅金額達4.1億元，為排名第12位的「欠稅大戶」。

## 個人生活
其妻林富美，育有雙胞胎女兒。

## 外部連結
- 行政院核定重大案件通緝犯
- 法務部：陳由豪持有陸籍身分證  （页面存档备份，存于）
- 重要緊急查緝專案-陳由豪-內政部警政署刑事警察局全球資訊網 （页面存档备份，存于）
- 陳由豪 - 法務部調查局 （页面存档备份，存于）